# Közép Hadseregcsoport
Közép Hadseregcsoport (németül Heeresgruppe Mitte) volt a neve a második világháború során a német Wehrmacht egyik magasabbegységének. A hadseregcsoport alárendeltségében különféle hadseregek tartoztak, míg a hadseregcsoport a német szárazföldi haderő főparancsnokságának (OKH) volt alárendelve. A hadseregcsoport a harcoló alakulatok mellett felelős volt a hadműveleti-hadászati tartalékok, a hátországbeli megszálló csapatok és a logisztikai csapatok irányításáért is. Miután 1945. január 25-én Königsberg közelében bekerítették a hadseregcsoport alakulatait, nevét Észak Hadseregcsoportra változtatták, míg a korábbi A Hadseregcsoport felvette a Közép Hadseregcsoport nevet.

## Megalakulása
Az első Közép Hadseregcsoportot 1941. június 22-én hozták létre és része volt a Szovjetunió megszállására kijelölt erőknek. A hadseregcsoport első parancsnoka Fedor von Bock vezértábornagy volt.

## Története
A Barbarossa hadművelet végrehajtására összevont három hadseregcsoport közül a Közép Hadseregcsoport volt a legerősebb. Hadműveleti céljai közé tartoztak Brest, Szmolenszk és Moszkva elfoglalása. Állományába 1941 júliusától a 9. hadsereg (Adolf Strauß), 2. páncélos csoport (Hermann Hoth), 3. páncélos csoport (Heinz Guderian) és a 4. hadsereg (Günther von Kluge), összességében 49 hadosztály, több mint 930 harckocsi.
A hadseregcsoport azonban nem tudta feladatát végrehajtani, mert Hitler nem adott elsőséget a Moszkva elleni támadásnak. Északon Leningrád, délen pedig Ukrajna és a kaukázusi olajmezők elfoglalása kezdetben fontosabb cél volt.
A hadművelet kezdeti szakaszában a hadseregcsoport erői bekerítették és elfoglalták Breszt határvárost, majd később Białystok és Minszk környékén ejtettek csapdába jelentős szovjet erőket. Szmolenszket 1941. július 16-án foglalták el, azonban július 19 Hitler utasítást adott a támadás leállítására és a 3. páncélos csoportot az Észak, míg a 4. páncélos csoportot a Dél Hadseregcsoport megsegítésére utasította.
1941 októberétől lehetett a Moszkva elleni támadást újraindítani (Tájfun hadművelet), de időközben a szovjet vezetés új hadosztályokat tudott szervezni, illetve Szibériából a frontra vezényelni és Moszkvától pár kilométerre a német támadás kifulladt.
A szovjet ellentámadás 1942 elejére szintén megtorpant, bár kb. 200 km-rel visszavetette a frontot, ezt követően a német hadvezetés figyelme a front déli részére összpontosult. Az 1943 júliusában vívott kurszki csata után a hadseregcsoport harcolva vonult vissza a régi szovjet határ felé, ahol az 1944 júniusában indított Bagratyion hadművelet során a szovjetek szétzúzták: a hadseregcsoport 38 hadosztálya közül 28, összesen 3 hadsereg semmisült meg, a német veszteségek elérték a 381 000 halottat, 158 000 fő esett hadifogságba.
Ezt követően a Közép Hadseregcsoport megmaradt erői Poroszország felé vonultak vissza, majd 1945. január 25-én átnevezték Észak Hadseregcsoportnak (a korábbi Észak Hadseregcsoportból pedig Kurland Hadseregcsoport lett). A korábbi A Hadseregcsoport vette fel a Közép Hadseregcsoport nevet, az utóvédharcok során Cseh–Morva Protektorátus területére szorult vissza, és itt fejezte be a harcot 1945. május 8-án.

## Parancsnokok
- 1941. június 22.: Fedor von Bock vezértábornagy
- 1941. december 19.: Günther von Kluge vezértábornagy
- 1941 karácsonya körül rövid időre: Günther Blumentritt tábornok
- 1943. október 12.:  Ernst Busch vezértábornagy
- 1944. június 28.: Walter Model vezértábornagy
- 1944. augusztus 16.: Georg-Hans Reinhardt tábornok
- 1945. január 17.: Ferdinand Schörner vezértábornagy

## Összetétele

### Közvetlenül alárendelt egységek
- 537. híradó ezred
- 405. tüzérhadtest

### Alárendelt egységek
| Időpont          | Alárendelt egységek                                                                                     |
| ---------------- | --- |
| 1941             | |
| 1941. június     | 9. német hadsereg, 4. német hadsereg                                                                    |
| 1941. július     | 3. páncélos csoport, 9. hadsereg, 4. hadsereg, 2. páncélos csoport, tartalékban a 2. német hadsereg     |
| 1941. augusztus  | 3. páncélos csoport, 9. hadsereg, 2. hadsereg, Guderian hadseregcsoport                                 |
| 1941. szeptember | 3. páncélos csoport, 9. hadsereg, 4. hadsereg, 2. páncélos csoport, 2. hadsereg                         |
| 1941. október    | 9. hadsereg, 4. hadsereg, 2. páncélos hadsereg, 2. hadsereg                                             |
| 1941. november   | 9. hadsereg, 3. páncélos csoport, 4. hadsereg, 2. páncélos hadsereg, 2. hadsereg                        |
| 1942             | |
| 1942. január     | 9. hadsereg, 3. páncélos hadsereg, 4. páncélos hadsereg, 4. hadsereg, 2. páncélos hadsereg, 2. hadsereg |
| 1942. február    | 3. páncélos hadsereg, 9. hadsereg, 4. páncélos hadsereg, 4. hadsereg, 2. páncélos hadsereg              |
| 1942. május      | 9. hadsereg, 3. páncélos hadsereg, 4. hadsereg, 2. páncélos hadsereg                                    |
| 1943             | |
| 1943. január     | LIX. hadtest, 9. hadsereg, 3. páncélos hadsereg, 4. hadsereg, 2. páncélos hadsereg                      |
| 1943. február    | 3. páncélos hadsereg, 9. hadsereg, 4. hadsereg, 2. páncélos hadsereg                                    |
| 1943. március    | 3. páncélos hadsereg, 9. hadsereg, 4. hadsereg, 2. páncélos hadsereg, 2. hadsereg                       |
| 1943. április    | 3. páncélos hadsereg, 4. hadsereg, 2. páncélos hadsereg, 2. hadsereg, tartalékban a 9. hadsereg         |
| 1943. július     | 3. páncélos hadsereg, 4. hadsereg, 2. páncélos hadsereg, 9. hadsereg, 2. hadsereg                       |
| 1943. szeptember | 3. páncélos hadsereg, 4. hadsereg, 9. hadsereg, 2. hadsereg                                             |
| 1943. november   | 3. páncélos hadsereg, 4. hadsereg, 9. hadsereg, 2. hadsereg, Ostland hadsereg                           |
| 1944             | |
| 1944. január     | 3. páncélos hadsereg, 4. hadsereg, 9. hadsereg, 2. hadsereg                                             |
| 1944. július     | 3. páncélos hadsereg, 4. hadsereg, 2. hadsereg, tartalékban a 9. hadsereg                               |
| 1944. augusztus  | 3. páncélos hadsereg, 4. hadsereg, 2. hadsereg, IV. SS-páncéloshadtest                                  |
| 1945             | |
| 1945. január     | 3. páncélos hadsereg, 4. hadsereg, 2. hadsereg                                                          |
| 1945. február*   | 4. páncélos hadsereg, 17. hadsereg, 1. páncélos hadsereg                                                |
| 1945. május      | 7. hadsereg, 4. páncélos hadsereg, 17. hadsereg, 1. páncélos hadsereg                                   |

*1945. február 27-én a korábbi A Hadseregcsoportot átnevezték Közép Hadseregcsoporttá és az akkori Közép Hadseregcsoportot Észak Hadseregcsoporttá.

## Fordítás
Ez a szócikk részben vagy egészben  az   Army Group Centre című angol Wikipédia-szócikk fordításán alapul.  Az eredeti cikk szerkesztőit annak laptörténete sorolja fel. Ez a jelzés csupán a megfogalmazás eredetét és a szerzői jogokat jelzi, nem szolgál a cikkben szereplő információk forrásmegjelöléseként.

## Ajánlott irodalom
- Werner Haupt:
  - Bildchronik der Heeresgruppe Mitte, Podzun-Pallas Verlag, ASIN B-0000B-RHY-4
  - Heeresgruppe Mitte, Podzun-Pallas Verlag, ASIN B-0000B-RHY-6
- Rolf Hinze: Der Zusammenbruch der Heeresgruppe Mitte im Osten 1944, Motorbuch Verlag, ISBN 3-87943-681-9